# 验收测试
验收测试（英語：Acceptance testing），在工程及其他相關領域中，是指確認一系统是否符合設計規格或契约之需求內容的測試，其可能包括化學測試、物理測試，或是性能測試。

## 概述
在系統工程中验收测试可能包括在系統（例如一套軟體系統、許多機械零件或是一批化學製品）交付前的黑箱測試。

在軟體開發中，開發者常會將系統開發者進行的验收测试和客戶在接受產品前進行的验收测试分開。後者一般會稱為使用者验收测试（英語：User acceptance testing）、終端客戶測試、實機（验收）测试、现场（验收）测试。

在進行主要測試程序之前，常用冒烟測試作為一個此階段的验收测试。